# 王さん東遊記
『王さん東遊記』（わんさんとうゆうき）は、1966年7月11日から同年12月26日までフジテレビ系列局で放送されていたフジテレビ製作のテレビドラマである。

## 概要
太平洋戦争中にお世話になった山川上等兵を探すために日本にやって来た、古風な道徳を持った親日中国人「王さん」の行動を通し、日本のふるさと欠点を見つめなおす。そして王さんはラーメン屋に住み込みながら山川の消息を訪ねていく。
田波靖男が原作を、花登筺が脚本を手掛けた。

## 放送時間
いずれも日本標準時。
- 月曜 20:00 - 20:56 （1966年7月11日 - 1966年9月26日）
- 月曜 22:00 - 22:45 （1966年10月3日 - 1966年12月26日） - 移動とともに放送枠が11分縮小。

## 出演者
- フランキー堺
- 朝丘雪路
- 大村崑
- 西村晃
- 曽我廼家明蝶
- 山田真二
- 堺駿二
- 春川ますみ

## スタッフ
- 原作：田波靖男
- 脚本：花登筺
- 演出：福中八郎